# Область фотодисоціації
Область фотодисоціації (англ. photodissociation region, PDR) — це переважно нейтральні області міжзоряного середовища, в яких фотони дальнього ультрафіолетового діапазона сильно впливають на хімічний склад газу та діють як найважливіше джерело тепла. Вони утворюються в будь-якій області міжзоряного газу, яка є достатньо щільною і холодною, щоб залишатися нейтральною, але має занадто низьку оптичну товщину, щоб запобігти проникненню фотонів далекого ультрафіолету від далеких масивних зір. Типовим і добре вивченим прикладом є газ на межі гігантських молекулярних хмар. Область фотодисоціації також пов'язані з областями HII, відбивними туманностями, активними ядрами галактик та планетарними туманностями. Весь атомарний газ і більша частина молекулярного газу в галактиці знаходяться в областях фотодисоціації.

## Історія
Дослідження областей фотодисоціації почалося з ранніх спостережень областей зореутворення Оріон A і M17, які показали нейтральні області, яскраві в інфрачервоному випромінюванні, розташовані за межами іонізованих областей HII.